# ファームステーション
株式会社ファームステーションは、東京都大田区に本社を置く、加工食品の製造販売、青果物のパッケージ業務を行う企業である。

## 概要
2013年（平成25年）3月15日、株式会社船昌の子会社として設立。
サラダ、カット野菜、水煮商品を協力工場と共に改良、新規開発を行う商品開発部門と青果物の加工を行うパッケージ部門に分かれている。また2017年３月に有機JAS認定を取得しており、有機農産物の加工も可能となった。

## グループ会社
- 株式会社 船昌
- 株式会社 船昌 GLOBAL CARGO